# Coppa Ronchetti 1975-1976
L'edizione 1975-1976 della Coppa europea Liliana Ronchetti è stata la quinta della seconda competizione europea per club di pallacanestro femminile organizzata dalla FIBA Europe. Si è svolta tra il 18 novembre 1975 al 24 marzo 1976.
Vi hanno partecipato trenta squadre. Il titolo è stato conquistato dallo Slavia Praga, in finale sul ŽKK Zrinjevac.

## Ottavi di finale
| Squadra 1             | Totale  | Squadra 2                  | Andata  | Ritorno |
| --------------------- | ------- | -------------------------- | ------- | ------- |
| CB Vigo               | 76-113  | Ceramica Pagnossin Treviso | 34 - 44 | 42 - 69 |
| BG-Art/Tv Düsseldorf  | 98-101  | DBC Osiris Aalst           | 49-51   | 49 - 50 |
| Vastgoed Strijen      | 137-117 | CD Ignis                   | 79 - 67 | 58 - 50 |
| Ž.K.K. Zrinjevac      | 130-118 | Slavia                     | 71 - 58 | 59 - 60 |
| F.C. Lyon Basket      | 88-96   | C.D. Cref                  | 37 - 41 | 51 - 55 |
| BBC Black Star        | 91-164  | Stade Montois              | 51 - 75 | 40 - 89 |
| Menen-Hispona Frances | 82-74   | Stars Destelbergen         | 46 - 34 | 40 - 36 |

## Gruppi quarti di finale

### Gruppo A
| Pos | Squadra               | G | V | P | PF  | PS  | DP  | Qualificazione              |       | GMM   | CMA   | MTA   |
| --- | --------------------- | - | - | - | --- | --- | --- | --------------------------- | ----- | ----- | ----- | ----- |
| 1   | BC La Gerbe           | 4 | 3 | 1 | 256 | 202 | +54 | Qualificata alle semifinali |       | —     | 46–48 | 57–54 |
| 2   | C.D. Cref Madrid      | 4 | 2 | 2 | 227 | 229 | −2  |                             |       | 49–69 | —     | 68–44 |
| 3   | Maccabi Tel Aviv B.C. | 4 | 1 | 3 | 219 | 271 | −52 |                             | 51–84 | 70–62 | —     |       |

### Gruppo B
| Pos | Squadra                    | G | V | P | PF  | PS  | DP  | Qualificazione              |       | CPT   | OAA   | MHF   |
| --- | -------------------------- | - | - | - | --- | --- | --- | --------------------------- | ----- | ----- | ----- | ----- |
| 1   | Ceramica Pagnossin Treviso | 4 | 4 | 0 | 249 | 170 | +79 | Qualificata alle semifinali |       | —     | 64–56 | 70–34 |
| 2   | DBC Osiris Aalst           | 3 | 1 | 2 | 171 | 155 | +16 |                             |       | 45–47 | —     | n.d.  |
| 3   | Menen-Hispona Frances      | 3 | 0 | 3 | 113 | 208 | −95 |                             | 35–68 | 44–70 | —     |       |

### Gruppo C
| Pos | Squadra       | G | V | P | PF  | PS  | DP   | Qualificazione              |       | ZZR   | DMA   | SMO    |
| --- | ------------- | - | - | - | --- | --- | ---- | --------------------------- | ----- | ----- | ----- | ------ |
| 1   | ZKK Zrinjevac | 4 | 3 | 1 | 311 | 226 | +85  | Qualificata alle semifinali |       | —     | 72–57 | 103–39 |
| 2   | DFS Maritza   | 4 | 3 | 1 | 291 | 249 | +42  |                             |       | 70–58 | —     | 74–49  |
| 3   | Stade Montois | 4 | 0 | 4 | 218 | 345 | −127 |                             | 60–78 | 70–90 | —     |        |

### Gruppo D
| Pos | Squadra                   | G | V | P | PF  | PS  | DP  | Qualificazione              |       | SPR   | LSS   | VST   |
| --- | ------------------------- | - | - | - | --- | --- | --- | --------------------------- | ----- | ----- | ----- | ----- |
| 1   | Slavia Praga              | 4 | 3 | 1 | 306 | 261 | +45 | Qualificata alle semifinali |       | —     | 73–68 | 74–62 |
| 2   | B.C. Levski Spartak Sofia | 4 | 3 | 1 | 299 | 283 | +16 |                             |       | 67–66 | —     | 83–67 |
| 3   | Vastgoed Strijen          | 4 | 0 | 4 | 270 | 331 | −61 |                             | 64–93 | 77–81 | —     |       |

## Semifinali
| Squadra 1        | Totale  | Squadra 2                  | Andata  | Ritorno |
| ---------------- | ------- | -------------------------- | ------- | ------- |
| Slavia Praga     | 149-121 | BC La Gerbe                | 83 - 65 | 66 - 56 |
| Ž.K.K. Zrinjevac | 139-113 | Ceramica Pagnossin Treviso | 67 - 58 | 72 - 55 |

## Finali
| Squadra 1    | Totale  | Squadra 2        | Andata  | Ritorno |
| ------------ | ------- | ---------------- | ------- | ------- |
| Slavia Praga | 141-129 | Ž.K.K. Zrinjevac | 68 - 51 | 73 - 78 |